# Anarráchi (Kozáni)
Anarráchi, en grec moderne : Αναρράχη, est un village du dème d'Éordée, district régional de Kozáni, en Macédoine-Occidentale, Grèce.
Selon le recensement de 2011, la population du dème et du village s'élève à 926 habitants.